# 興福寺 (丹波篠山市)
興福寺（こうふくじ）は、兵庫県丹波篠山市に所在する日蓮正宗の寺院であるが、正信会の僧侶が占有・居住している。山号は本久山（ほんきゅうさん）。

## 起源と歴史
- 1885年（明治18年）7月11日 - 大石寺末の日蓮宗興門派（本門宗）の東本荘教会所として建立される。開基は日蓮正宗大石寺第55世法主日布。
- 1900年（明治33年） - 大石寺とともに本門宗を離脱し、日蓮宗富士派（日蓮正宗）の発足に参加。
- 1949年（昭和24年）11月17日 - 寺号・山号を公称する。
- 1982年（昭和57年）9月16日 - 第11代住職が第67世法主日顕の法主としての地位を否定したため、日蓮正宗の宗制宗規に違背したことにより破門されたが、興福寺を占有し、居住している。
  - 興福寺は日蓮正宗の末寺である。現住職（代表役員）も日蓮正宗の僧侶（三田市の妙岳寺住職が兼務）である。また、総代（責任役員）も日蓮正宗の信徒（妙岳寺）であり、土地建物も興福寺の所有するところである。ただし裁判所の第11代住職の地位保全の決定によって、存命中は興福寺を占有することは認められているため、何らかの理由で退去しない限りは日蓮正宗は興福寺においては宗教活動をすることはできない状態である。

## 所在地
- 兵庫県丹波篠山市東本荘251

## 寺院周辺
- 篠山本荘郵便局

## 交通アクセス
- JR福知山線 篠山口駅から車で約20分。
- 舞鶴若狭自動車道 丹南篠山口インターチェンジから車で約15分。